# Anamneza (medycyna)
Anamneza, anamnezja, wywiad anamnestyczny, wywiad chorobowy, badanie podmiotowe (gr. anamnesis) – podstawowa czynność w procesie diagnostycznym polegająca na zbieraniu wywiadu chorobowego.
W medycynie anamneza dotyczy charakteru, czasu trwania i rodzaju dolegliwości.
Wywiad lekarski stanowi badanie podmiotowe. Składa się z kilku części:
- skargi głównej – powodu, dla którego pacjent przybył do lekarza,
- historii dotychczasowej choroby – w tym punkcie należy również wypytać się o choroby towarzyszące, w badaniu pediatrycznym jest to w rzeczywistości poznanie historii rozwoju dziecka,
- wywiadu rodzinnego – dotyczy chorób w rodzinie oraz stosunków między członkami rodziny,
- wywiadu społeczno-ekonomicznego – dotyczy sytuacji materialnej chorego, warunków, w jakich mieszka i pracuje.

W różnych dziedzinach medycyny proporcje i kolejność poszczególnych punktów zmieniają się.
Wywiad lekarsko-weterynaryjny stanowi badanie podmiotowe, którego celem jest uzyskanie przez lekarza weterynarii wszelkich niezbędnych informacji od właściciela badanego zwierzęcia, na temat powodu wizyty, przebiegu choroby i objawów towarzyszących choremu zwierzęciu.
W psychologii dotyczy najczęściej historii życia, rzadziej zaburzenia.